# FantasticaManía (2019)
FantasticaManía 2019 fue una serie de ocho eventos pago por visión de lucha libre profesional producido por el Consejo Mundial de Lucha Libre y la New Japan Pro Wrestling. Tuvo lugares el 11 a 21 de enero de 2019 desde diferentes recintos en Osaka, Imabari, Tokio, Kioto y Chiba, Japón.

## Desarrollo
En noviembre de 2017 se anunció que el Consejo Mundial de Lucha Libre de México y la New Japan Pro Wrestling de Japón habían llegado a un acuerdo para realizar eventos de lucha libre en enero de 2011 en Japón. Esta función fue hecha como resultado de muchos años en que la empresa mexicana y la japonesa han trabajado juntas.

## Resultados

### Día 1: 11 de enero
En paréntesis se indica el tiempo de cada combate:
- Bullet Club (Gedo & Taiji Ishimori) y Templario derrotaron a Tiger Mask, Ryusuke Taguchi y Audaz (7:44).
  - Templario cubrió a Audaz después de un «Modified Powerbomb».
- Suzuki-gun (Taichi & Yoshinobu Kanemaru) y Forastero derrotaron a Jushin Thunder Liger, Flyer y Titán (7:32).
  - Forastero cubrió a Titán después de un «Triangle Choke».
- Okumura y Sansón derrotaron a Atlantis y Atlantis Jr. (10:16).
  - Okumura cubrió a Atlantis Jr. después de un «Spinning DDT».
  - Este encuentro marcó el debut de Atlantis Jr. en la NJPW.
- Los Guerreros Laguneros (Gran Guerrero & Último Guerrero) y El Cuatrero derrotaron a Ángel de Oro, Dragon Lee y Místico (12:13).
  - Cuatrero cubrió a Oro después de un «Cuatrero Bomb».
- Namajague, Bárbaro Cavernario y Carístico derrotaron a Kushida, Soberano Jr. y Volador Jr. (8:37).
  - Carístico cubrió a Volador después de un «La Mística».
- Los Ingobernables de Japón (Tetsuya Naito, Bushi & Shingo Takagi) y El Terrible derrotaron a Satoshi Kojima, Fujin, Raijin y Toa Henare (14:14).
  - Bushi cubrió a Fujin después de un «Bushiroll».

### Día 2: 12 de enero
En paréntesis se indica el tiempo de cada combate:
- Kushida, Ryusuke Taguchi y Audaz derrotaron a Bullet Club (Gedo & Taiji Ishimori) y Templario (8:00).
  - Audaz cubrió a Templario después de un «Triangle Choke».
- Titán y Flyer derrotaron a Taichi y Forastero (8:29).
  - Titán cubrió a Forastero después de un «Titanica».
- Yoshinobu Kanemaru, Okumura y Sansón derrotaron a Tiger Mask, Atlantis y Atlantis Jr. (9:53).
  - Sansón cubrió a Atlantis Jr. después de un «Sansón Special».
- Último Guerrero, Bárbaro Cavernario y El Cuatrero derrotaron a Ángel de Oro, Soberano Jr. y Místico (15:42).
  - Guerrero cubrió a Místico después de un «Guerrero Special».
- Jushin Thunder Liger, Dragon Lee y Volador Jr. derrotaron a Namajague, Gran Guerrero y Carístico (8:30).
  - Lee cubrió a Guerrero después de las patadas al pecho.
- Los Ingobernables de Japón (Tetsuya Naito, Bushi & Shingo Takagi) y El Terrible derrotaron a Satoshi Kojima, Fujin, Raijin y Toa Henare (14:51).
  - Naito cubrió a Henare después de un «Destino».

### Día 3: 13 de enero
En paréntesis se indica el tiempo de cada combate:
- Bullet Club (Gedo & Taiji Ishimori) y Templario derrotaron a Jushin Thunder Liger, Ryusuke Taguchi y Audaz (5:30).
  - Templario cubrió a Audaz después de un «Modified Powerbomb».
- Kushida y Ángel de Oro derrotaron a Taichi y El Cuatrero (8:31).
  - Oro cubrió a Cuatrero después de «La Campana».
- Atlantis, Atlantis Jr. y Flyer derrotaron a Yoshinobu Kanemaru, Okumura y Sansón (9:24).
  - Flyer cubrió a Okumura después de un «Avalanche-Style Spanish Fly».
- Soberano Jr., Titán y Místico derrotaron a Último Guerrero, Bárbaro Cavernario y Forastero (16:16).
  - Místico cubrió a Forastero después de un «Swanton Bomb».
- Namajague, Gran Guerrero y Carístico derrotaron a Tiger Mask, Dragon Lee y Volador Jr. (10:38).
  - Guerrero cubrió a Lee después de un «Avalanche-Style Michinoku Driver II».
- Los Ingobernables de Japón (Tetsuya Naito, Bushi & Shingo Takagi) y El Terrible derrotaron a Satoshi Kojima, Fujin, Raijin y Toa Henare (14:31).
  - Naito cubrió a Henare después de un «Destino».

### Día 4: 14 de enero
En paréntesis se indica el tiempo de cada combate:
- Tiger Mask, Ryusuke Taguchi y Audaz derrotaron a Bullet Club (Gedo & Taiji Ishimori) y Templario (7:21).
  - Audaz cubrió a Templario después de un «Cross Armbreaker».
- Taichi y El Cuatrero derrotaron a Ángel de Oro y Flyer (8:06).
  - Cuatrero cubrió a Oro después de un «Abrazo de Oso Invertida».
- Atlantis, Atlantis Jr. y Kushida derrotaron a Yoshinobu Kanemaru, Okumura y Sansón (7:43).
  - Atlantis cubrió a Sansón después de una «Atlantida».
- Soberano Jr., Titán y Dragon Lee derrotaron a Último Guerrero, Bárbaro Cavernario y Forastero (14:03).
  - Soberano cubrió a Cavernario después de «La Bufadora».
- Jushin Thunder Liger, Volador Jr. y Místico derrotaron a Último Guerrero, Namajague y Carístico (9:47).
  - Místico forzó a Guerrero a rendirse con un «La Mistica».
- Los Ingobernables de Japón (Tetsuya Naito, Bushi & Shingo Takagi) y El Terrible derrotaron a Satoshi Kojima, Fujin, Raijin y Toa Henare (15:36).
  - Naito cubrió a Henare después de un «Destino».

### Día 5: 16 de enero
En paréntesis se indica el tiempo de cada combate:
- Bullet Club (Gedo & Taiji Ishimori) y Forastero derrotaron a Kushida, Ryusuke Taguchi y Titán (7:41).
  - Forastero cubrió a Titán después de un «Triangle Choke».
- Fujin, Raijin derrotaron a Los Ingobernables de Japón (Bushi & Shingo Takagi) (10:21).
  - Fujin cubrió a Bushi después de «La Casita».
- Ángel de Oro, Audaz y Soberano Jr. derrotaron a Bárbaro Cavernario, Namajague y Okumura (12:10).
  - Soberano cubrió a Okumura después de un «La Bufadora».
- Tetsuya Naito y El Terrible derrotaron a Satoshi Kojima y Toa Henare (12:02).
  - Terrible cubrió a Henare después de un «Terriblina».
- Jushin Thunder Liger, Tiger Mask y Carístico derrotaron a Los Guerreros Laguneros (Gran Guerrero y Último Guerrero) y Templario (11:21).
  - Carístico forzó a Templario a rendirse con «La Mistica».
- Nueva Generación Dinamita (El Cuatrero & Sansón) derrotaron a Atlantis y Atlantis Jr. en la semifinal del Torneo Familiar de CMLL 2019 (9:52).
  - Sansón cubrió a Atlantis Jr. después de un «Sansón Special».
  - Como resultado, Cuatrero y Sansón avanzaron a la final del torneo.
- Dragon Lee y Místico derrotaron a Volador Jr. y Flyer en la semifinal del Torneo Familiar de CMLL 2019 (14:35).
  - Lee cubrió a Flyer después de un «Desnucadora».
  - Como resultado, Lee y Místico avanzaron a la final del torneo.

### Día 6: 18 de enero
En paréntesis se indica el tiempo de cada combate:
- Jushin Thunder Liger, Ryusuke Taguchi y Audaz derrotaron a Bullet Club (Gedo & Taiji Ishimori) y Templario (6:31).
  - Audaz forzó a Templario a rendirse con un «Tornado Armbar».
- Ángel de Oro y Titán derrotaron a Okumura y Forastero (8:41).
  - Titán cubrió a Forastero después de un «Titanica».
- Satoshi Kojima, Fujin, Raijin y Toa Henare derrotaron a Los Ingobernables de Japón (Tetsuya Naito, Bushi & Shingo Takagi) y El Terrible en una lucha en memoria de Black Cat (11:43).
  - Kojima cubrió a Terrible después de un «Lariat».
- Último Guerrero y Gran Guerrero derrotaron a Atlantis y Atlantis Jr. (11:44).
  - Gran cubrió a Atlantis después de un «Package Powerbomb».
- Namajague y Carístico derrotaron a Volador Jr. y Flyer (9:49).
  - Místico forzó a Flyer a rendirse con «La Mistica».
- Bárbaro Cavernario derrotó a Soberano Jr. (15:40).
  - Cavernario cubrió a Soberano después de un «Cavernaria».
- Dragon Lee y Místico derrotaron a Nueva Generación Dinamita (El Cuatrero & Sansón) en la final del Torneo Familiar de CMLL 2019 (14:05).
  - Lee cubrió a Sansón después de una «Desnucadora».

### Día 7: 20 de enero
En paréntesis se indica el tiempo de cada combate:
- Bullet Club (Gedo & Taiji Ishimori) derrotaron a Ryusuke Taguchi y Audaz (7:44).
  - Ishimori cubrió a Taguchi después de un «Ankle Lock».
- Ángel de Oro y Titán derrotaron a Templario y El Cuatrero (11:30).
  - Oro forzó a Cuatrero a rendirse con un «Mecedora».
- Los Ingobernables de Japón (Tetsuya Naito, Bushi & Shingo Takagi) derrotaron a Fujin, Raijin y Toa Henare (11:17).
  - Takagi cubrió a Fujin después de un «Rebellion».
- Nueva Generación Dinamita (El Cuatrero & Sansón) y Okumura derrotaron a Atlantis, Atlantis Jr. y Jushin Thunder Liger (10:12).
  - Okumura cubrió a Atlantis Jr. después de un «Spinning DDT».
- Namajague, Bárbaro Cavernario y Carístico derrotaron a Soberano Jr., Volador Jr. y Audaz (11:11).
  - Carístico forzó a Volador a rendirse con «La Mistica».
- El Terrible derrotó a Satoshi Kojima (11.28).
  - Terrible cubrió a Kojima después de un «Terriblina».
- Dragon Lee y Místico derrotaron a Los Guerreros Laguneros (Gran Guerrero & Último Guerrero) (17:11).
  - Místico forzó a Gran a rendirse con «La Mistica».

### Día 8: 21 de enero
En paréntesis se indica el tiempo de cada combate:
- Bárbaro Cavernario y Templario derrotaron a Audaz y Flyer.
  - Cavernario forzó a Audaz a rendirse con «La Cavernaria».
- Atlantis Jr. derrotó a Okumura.
  - Atlantis Jr. forzó a Okumura a rendirse con «La Atlántida».
- Los Ingobernables de Japón (Tetsuya Naito, Bushi & Shingo Takagi) con El Terrible y Satoshi Kojima, Fujin, Raijin y Toa Henare terminaron sin resultado.
  - La lucha terminó sin resultado después de que Suzuki-gun (El Desperado, Yoshinobu Kanemaru & Taichi) atacaran a los dos grupos.
- Nueva Generación Dinamita (El Cuatrero, Forastero y Sansón) (c) derrotaron a Atlantis, Ángel de Oro y Titán y retuvieron el Campeonato Nacional de Tríos.
  - Cuatrero cubrió a Oro después de un «Cuatrero Bomb».
- Los Guerreros Laguneros (Gran Guerrero & Último Guerrero) y Namajague derrotaron a Dragon Lee, Soberano Jr. y Místico.
  - Último cubrió a Soberano después de un «Guerrero Special».
- Dragón George y Sweet Gorilla Maruyma derrotaron a Ginbae Mask y Gokiburi Mask.
  - George cubrió a Mask después de un «Dragon Maker».
- Volador Jr. derrotó a Carístico.
  - Volador cubrió a Carístico después de un «Avalanche Spanish Fly».